# Campionati italiani di triathlon sprint del 2015
I Campionati italiani di triathlon sprint del 2015 sono stati organizzati dalla Federazione Italiana Triathlon e si sono tenuti a Riccione in Emilia-Romagna, in data 3 ottobre 2015.
Tra gli uomini ha vinto Alessandro Fabian ( Carabinieri), mentre la gara femminile è andata ad Annamaria Mazzetti ( Fiamme Oro).

## Risultati

### Élite uomini
| Pos. | Atleta               | Società sportiva       | Nuoto    | Bici     | Corsa    | Totale   |
| ---- | -------------------- | ---------------------- | -------- | -------- | -------- | -------- |
|      | Alessandro Fabian    | Carabinieri            | 00:10:28 | 00:30:29 | 00:15:16 | 00:58:17 |
|      | Luca Facchinetti     | Triathlon Team Ravenna | 00:10:36 | 00:30:24 | 00:15:26 | 00:58:26 |
|      | Delian Dimko Stateff | Fiamme Azzurre         | 00:10:46 | 00:31:22 | 00:14:57 | 00:59:10 |
| 4    | Daniel Hofer         | Carabinieri            | 00:10:51 | 00:31:26 | 00:14:58 | 00:59:13 |
| 5    | Gregory Barnaby      | 707 Triathlon Team     | 00:10:41 | 00:31:24 | 00:15:12 | 00:59:20 |
| 6    | Dario Chitti         | CUS Parma              | 00:10:58 | 00:31:15 | 00:15:18 | 00:59:27 |
| 7    | Tommaso Crivellaro   | DDS                    | 00:10:44 | 00:31:24 | 00:15:19 | 00:59:30 |
| 8    | Marco Corrà          | Minerva Roma           | 00:10:55 | 00:31:17 | 00:15:24 | 00:59:41 |
| 9    | Alessio Fioravanti   | Minerva Roma           | 00:10:59 | 00:31:17 | 00:15:35 | 00:59:53 |
| 10   | Riccardo De Palma    | Minerva Roma           | 00:10:54 | 00:31:18 | 00:15:43 | 00:59:56 |
| 11   | Riccardo Mosso       | Virtus                 | 00:11:16 | 00:30:57 | 00:15:45 | 00:59:59 |
| 12   | Nicola Azzano        | CUS Udine              | 00:10:57 | 00:31:14 | 00:15:45 | 01:00:01 |
| 13   | Lorenzo Ciuti        | Minerva Roma           | 00:10:54 | 00:31:17 | 00:15:57 | 01:00:12 |
| 14   | Valerio Patanè       | CUS Pro Patria Milano  | 00:10:59 | 00:31:07 | 00:15:57 | 01:00:18 |
| 15   | Jacopo Butturini     | 707 Triathlon Team     | 00:11:02 | 00:31:01 | 00:16:01 | 01:00:22 |
| 16   | Giulio Pugliese      | Torrino Triathlon Team | 00:10:49 | 00:31:26 | 00:16:11 | 01:00:27 |
| 17   | Giulio Soldati       | T.D. Rimini            | 00:10:56 | 00:31:20 | 00:16:12 | 01:00:30 |
| 18   | Gabriele Salini      | 707 Triathlon Team     | 00:10:52 | 00:31:31 | 00:16:10 | 01:00:31 |
| 19   | Alberto Casadei      | Fiamme Oro             | 00:11:02 | 00:31:15 | 00:16:12 | 01:00:32 |
| 20   | Ennio Salerno        | PPRTeam                | 00:11:27 | 00:30:46 | 00:16:26 | 01:00:47 |

### Élite donne
| Pos. | Atleta                   | Società sportiva             | Nuoto    | Bici     | Corsa    | Totale   |
| ---- | ------------------------ | ---------------------------- | -------- | -------- | -------- | -------- |
|      | Annamaria Mazzetti       | Fiamme Oro                   | 00:12:07 | 00:34:22 | 00:17:11 | 01:03:40 |
|      | Alice Betto              | Fiamme Oro                   | 00:11:48 | 00:34:13 | 00:18:06 | 01:04:07 |
|      | Angelica Olmo            | Pianeta Acqua                | 00:12:09 | 00:34:21 | 00:17:55 | 01:04:25 |
| 4    | Elisa Marcon             | Tri. Rari Nantes Marostica   | 00:12:07 | 00:34:28 | 00:17:52 | 01:04:27 |
| 5    | Verena Steinhauser       | Triathlon Cremona Stradivari | 00:12:14 | 00:34:15 | 00:17:58 | 01:04:27 |
| 6    | Sara Papais              | T.D. Rimini                  | 00:11:59 | 00:34:32 | 00:18:00 | 01:04:31 |
| 7    | Giorgia Priarone         | T.D. Rimini                  | 00:13:02 | 00:33:41 | 00:17:49 | 01:04:32 |
| 8    | Elena Maria Petrini      | Fiamme Azzurre               | 00:12:07 | 00:34:26 | 00:18:02 | 01:04:35 |
| 9    | Ilaria Zane              | DDS                          | 00:12:08 | 00:34:24 | 00:18:07 | 01:04:39 |
| 10   | Alessia Orla             | DDS                          | 00:12:08 | 00:34:19 | 00:18:20 | 01:04:47 |
| 11   | Ilaria Fioravanti        | Minerva Roma                 | 00:13:00 | 00:33:46 | 00:18:08 | 01:04:54 |
| 12   | Luisa Iogna-Prat         | T.D. Rimini                  | 00:12:09 | 00:34:30 | 00:18:18 | 01:04:57 |
| 13   | Margie Santimaria        | Fiamme Oro                   | 00:12:09 | 00:34:28 | 00:18:33 | 01:05:10 |
| 14   | Giulia Sforza            | Azzurra Triathlon Team       | 00:12:03 | 00:34:28 | 00:19:01 | 01:05:32 |
| 15   | Alessandra Tamburri      | Minerva Roma                 | 00:12:05 | 00:34:28 | 00:19:02 | 01:05:35 |
| 16   | Michela Pozzuoli         | Minerva Roma                 | 00:12:13 | 00:34:20 | 00:19:08 | 01:05:41 |
| 17   | Carlotta Maria Missaglia | CUS Pro Patria Milano        | 00:12:54 | 00:33:51 | 00:19:09 | 01:05:54 |
| 18   | Veronica Signorini       | Triathlon Cremona Stradivari | 00:12:06 | 00:34:31 | 00:19:36 | 01:06:13 |
| 19   | Giulia Bedorin           | Padova Nuoto Fidia           | 00:13:04 | 00:33:39 | 00:19:53 | 01:06:36 |
| 20   | Alice Saltarelli         | Piacenza Triathlon Vivo      | 00:13:05 | 00:33:41 | 00:19:54 | 01:06:40 |